# DFS 230
DFS 230 je bilo nemško vojaško jadralno letalo, ki ga je uporabljala Luftwaffe med 2. svetovno vojno. Razvili so ga leta 1933 pri Deutsche Forschungsanstalt für Segelflug, glavni konstruktor je bil Hans Jacobs. DFS 230 je bil inspiracija za razvoj britanskega Hotspur.
DFS 230 je lahko prevažal 9 vojakov ali pa 1200 kg tovora. Uporabljal se je v Franciji in Severni Afriki.

## Tehnične specifikacije (DFS 230 B-1)
Podatki iz Aircraft of the Third Reich,  German Aircraft of the Second World War
Splošne značilnosti
- Posadka: 1
- Število sedežev: 9 vojakov + 270 kg tovora
- Dolžina: 11,24 m (36 ft 11 in)
- Razpon kril: 21,98 m (72 ft 1 in)
- Višina: 2,74 m (9 ft 0 in)
- Površina kril: 41,3 m2 (445 sq ft)
- Teža praznega letala: 860 kg (1.896 lb)
- Bruto teža: 2.040 kg (4.497 lb)
- Maks. vzletna teža: 2.100 kg (4.630 lb)

Zmogljivost
- Neprekoračljiva hitrost: 290 km/h (180 mph; 157 kn)
- Maksimalna hitrost vleke: 209 km/h (130 mph)
- Normalna hitrost vleke: 180 km/h (112 mph)
- Jadralno število: 1:11 (prazen),  1:18 (polno naložen)

Oborožitev

- Strelno orožje:
- 1 x 792 mm (31,181 in) MG 15 strojnica
- 2 x 7.92 mm MG 34